# Cosciniopsis ambita
Cosciniopsis ambita är en mossdjursart som beskrevs av Hayward 1974. Cosciniopsis ambita ingår i släktet Cosciniopsis och familjen Gigantoporidae. Inga underarter finns listade i Catalogue of Life.